# Ардимасов, Олег Иванович
Олег Иванович Ардимасов (род. 24 июля 1936 года, Лермонтовка, Бикинский район, Хабаровский край, РСФСР, СССР) — советский и российский художник, народный художник Российской Федерации (2008).

## Биография
Родился 24 июля 1936 года в Лермонтовке Бикинского района Хабаровского края, (старший, всего в семье 5 детей), отец происходил из терских казаков, мать родилась в Подольске (Подмосковье).
Позднее семья переехала на Амур и жили до 1944 года на Базе КАФ (Краснознаменной Амурской флотилии), расположенной в 18 км от Хабаровска, в дальнейшем семья переехала в Хабаровск.
Увлекся рисованием очень рано. Серьёзно стал заниматься рисованием в изостудии в Хабаровске, во Дворце пионеров, где первым его педагогом был художник О. П. Пуртов.
В 15 лет, по окончании школы, по совету преподавателя, отправил альбомы со своими работами и оригиналы документов в Московскую художественную школу (МСХШ), и сам поехал следом на поезде в Москву. Его документы и рисунки пропали, несмотря на успешную сдачу вступительных экзаменов, ему пришлось возвращаться домой, где продолжил обучение в средней школе.
Окончил 9 классов, в 1953 году поступил в Иркутское художественное училище, где учился у выдающихся преподавателей — А. А. Савиных, А. П. Жибинова, и окончил его в 1958 году.
В 1964 году — окончил графический факультет Московского художественного институт имени В. И. Сурикова, где учился под руководством Е. Кибрика, К. Максимова, М. Алексича, Я. Когана, П. Суворова, с 3 курса занимался в станковой мастерской Кибрика. После окончания ВУЗа остался там в аспирантуре.
С 1970 года — работает в институте на полную ставку, а с 1971 по 2000 годы — декан факультета, с 1985 по 1997 годы — проректор.
С 1970 года — член Союза Художников СССР, член Академии гуманитарных наук России, Союза художников России, член правления МООСХ (1976—1986), действительный член Академии гуманитарных наук (1996).
Живёт и работает в Москве.

## Награды
- Народный художник Российской Федерации (2008)
- Заслуженный художник РСФСР (1989)